# Białoruski Partyzant
Białoruski partyzant (biał. Беларускі партызан) – białoruski niezależny opozycyjny portal informacyjny założony w listopadzie 2005 r. i finansowany przez dziennikarza Pawła Szaramieta. Publikował treści w językach białoruskim i rosyjskim – głównie opinie, śledztwa dziennikarskie i wiadomości dotyczące wydarzeń politycznych na Białorusi. Portal ostatecznie zakończył działalność w listopadzie 2021 roku po zdelegalizowaniu i zablokowaniu strony internetowej przez władze białoruskie.

## Historia
Białoruski partyzant był jednym z wielu projektów dziennikarskich Pawła Szaramieta. Został założony w listopadzie 2005 roku przez niego i jego kolegów mieszkających zarówno na Białorusi, jak i za granicą.
Pod koniec lutego 2010 roku Alaksandr Iwanawicz Słabada, przewodniczący Rady Mińskiej Obwodowej Organizacji Białoruskiego Związku Weteranów, oświadczył, że strona publikuje „prowokacyjne materiały o tendencyjnym, antybiałoruskim charakterze”. Autor oświadczenia uznał za obraźliwe użycie zwrotu „białoruski partyzant” w nazwie strony. Apel weteranów opublikowała rządowa gazeta Respublika.
Kilka tygodni później rządowa agencja prasowa BelTA opublikowała jeszcze dwa apele niezadowolonych weteranów: oświadczenie mieszkańców obwodu grodzieńskiego oraz wypowiedź przewodniczącego Rady Republikańskiej Organizacji Białoruskiego Związku Weteranów, który określił zawartość strony jako „brudną papkę, która obraża każdego mieszkańca Białorusi”.
W marcu 2017 roku strona Białoruskiego Partyzanta zajmowała 82 miejsce w rankingu Alexa Internet na Białorusi.
Po zdelegalizowaniu i zablokowaniu strony internetowej przez władze białoruskie w listopadzie 2021 roku, portal ostatecznie zakończył działalność.

## Pochodzenie nazwy

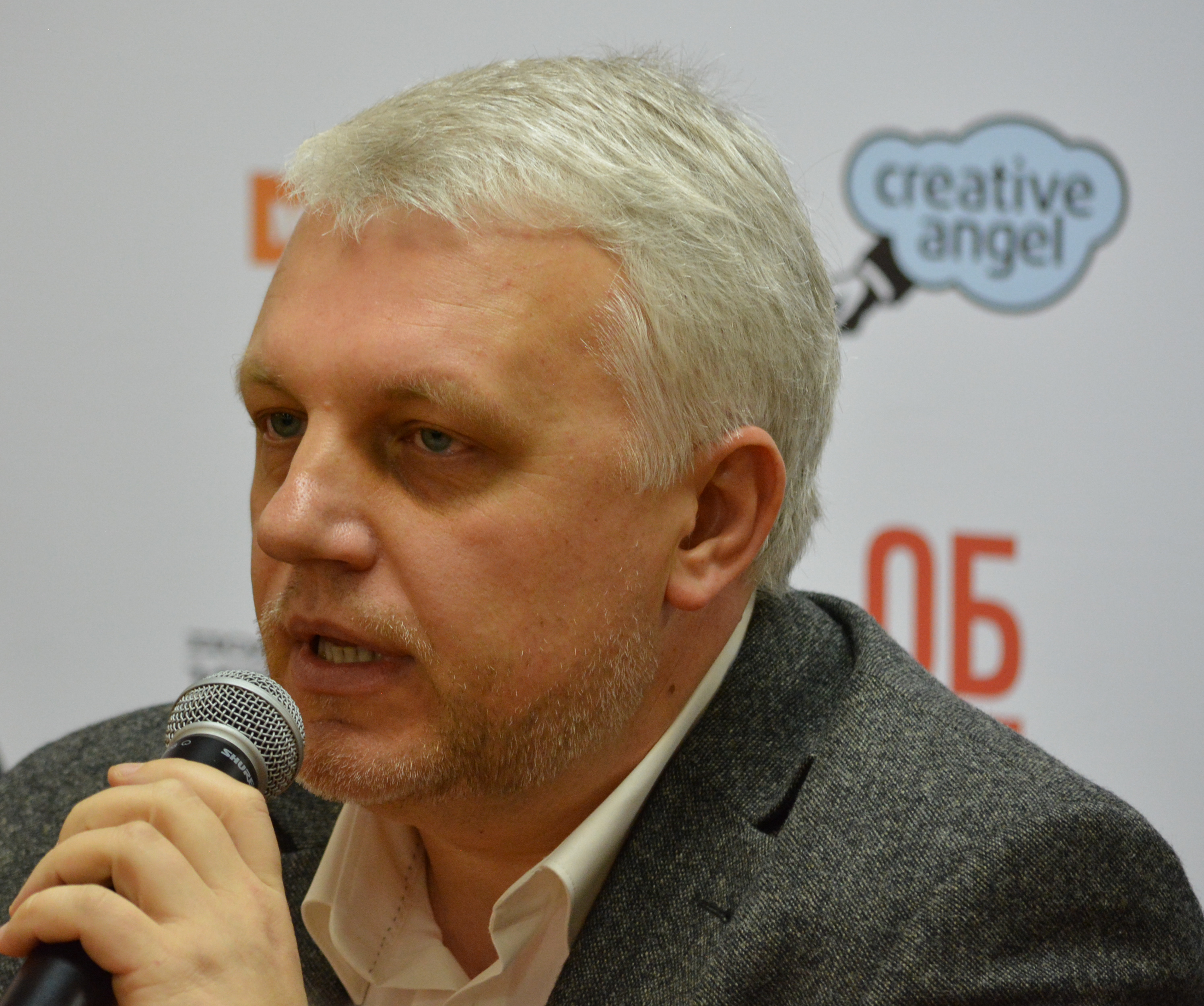
Pawieł Szaramiet, założyciel „Białoruskiego Partyzantu”

Nazwa portalu Białoruski Partyzant została wybrana jako wyraz niezależności i sprzeciwu wobec propagandy władz Białorusi. Jak powiedział w wywiadzie założyciel strony Pawieł Szaramiet, prezydent Alaksandr Łukaszenka wielokrotnie określał opozycję mianem „faszystów” i „nacjonalistów”. Aby przeciwstawić się tej retoryce, twórcy portalu przyjęli symbolikę partyzantki – ruchu oporu z czasów II wojny światowej, który walczył akurat przeciwko okupacji przez faszystowskie Niemcy.
Założyciel Białoruskiego partyzanta Pawieł Szaramiet: „Chcieliśmy stworzyć jakąś niezależną stronę i jakąś ideologię, która byłaby kontrideologią wobec Łukaszenki. Łukaszenka, na przykład, zawsze nazywał opozycję faszystami, nacjonalistami, a my uznaliśmy, że to niesprawiedliwe, i że to my powinniśmy być partyzantami, a on faszystą, bo faszyzm definiuje się nie tylko na podstawie kryterium narodowego, ale także politycznego.”
Partyzanci są w pamięci zbiorowej Białorusinów symbolem walki o wolność i bohaterstwa podczas niemieckiej okupacji, a ich dziedzictwo jest silnie obecne w kulturze i przestrzeni publicznej kraju. Według niektórych historyków pamięć o partyzantce z okresu II wojny światowej jest jednym z fundamentów ideowo – tożsamościowych narodu białoruskiego.
Nazwa Białoruski partyzant podkreślała bojowy charakter serwisu i budowała pozytywny, patriotyczny wizerunek, dzięki czemu zyskała przychylność odbiorców na Białorusi.

## Nagrody
W 2018 roku Białoruski Partyzant otrzymał nagrodę Free Media Awards wydawaną corocznie przez fundacje ZEIT-Stiftung oraz Fritt Ord dla mediów z Europy Wschodniej.